# 埃申茨

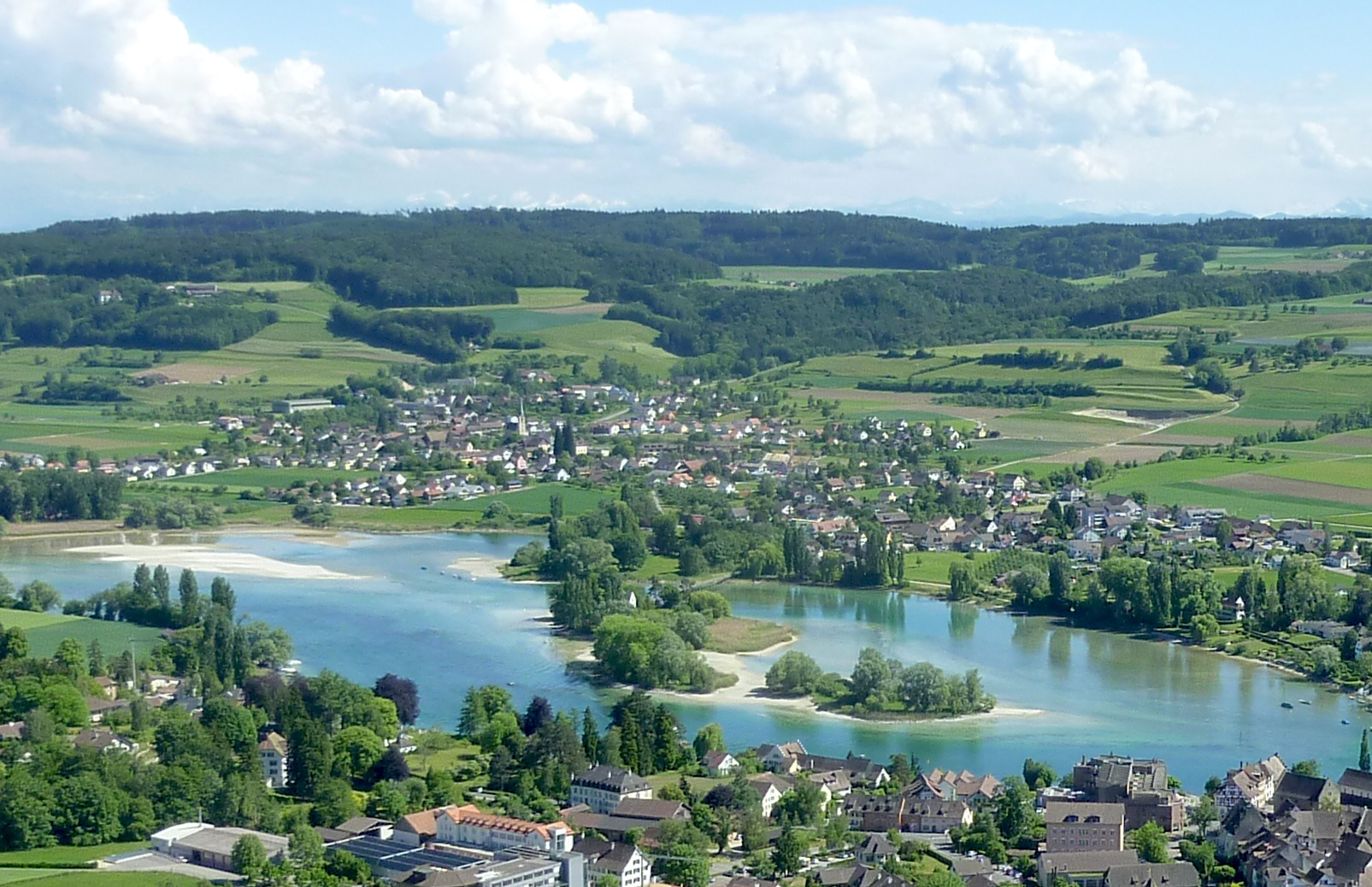

埃申茨（Eschenz）是瑞士的城鎮，位於該國東北部，由圖爾高州負責管轄，面積12.01平方公里，海拔高度412米，2012年人口1,637，四成半人口信奉基督教，人口密度每平方公里136人。